# Rahaf Harfoush
Rahaf Harfoush es una autora, docente universitaria y especialista en tecnologías digitales.  En 2014 fue reconocida como una de las mujeres más talentosas en ascenso por el Foro de mujeres para la economía y la sociedad y como una "Young Global Changer" por la Cumbre de Think Tank del G20. También fue seleccionada como una de las 30 mejores futuras pensadoras por el Hay Literary Festival.

## Carrera profesional
Nació en Siria pero creció en Canadá. Estudió administración y negocios en la Western University.
En 2008 formó parte del equipo de medios durante la campaña presidencial de Barak Obama. En 2009 publicó el libro Yes We Did, un ensayo sobre la importancia que tuvieron las redes sociales para implicar a la sociedad estadounidense en esa elección presidencial.
Trabajó como directora asociada en la Iniciativa de Cooperación Global del Foro Económico Mundial en Ginebra.
Fue nombrada parte del Consejo Digital Nacional de Francia, donde también imparte clases en la escuela de Administración e Innovación de Science Po en París.
En 2023 fue escogida como integrante del Consejo Asesor de Inteligencia Artificial de Naciones Unidas.

## Publicaciones
- Hustle and Float: Reclaim Your Creativity and Thrive in a World Obsessed with Work - (2019)
- The Decoded Company: Know Your Talent Better Than You Know Your Customers - (2014)
- Yes we did - (2009)